# Toyota Rush
Der Toyota Rush (japanisch ラッシュ) ist ein auf dem Daihatsu Terios basierender SUV, der seit 2006 gebaut wird. Das Fahrzeug gilt als Schwestermodell des Daihatsu Be‣go und ist das Nachfolgemodell des Toyota Cami.

## 1. Generation (2006–2017)

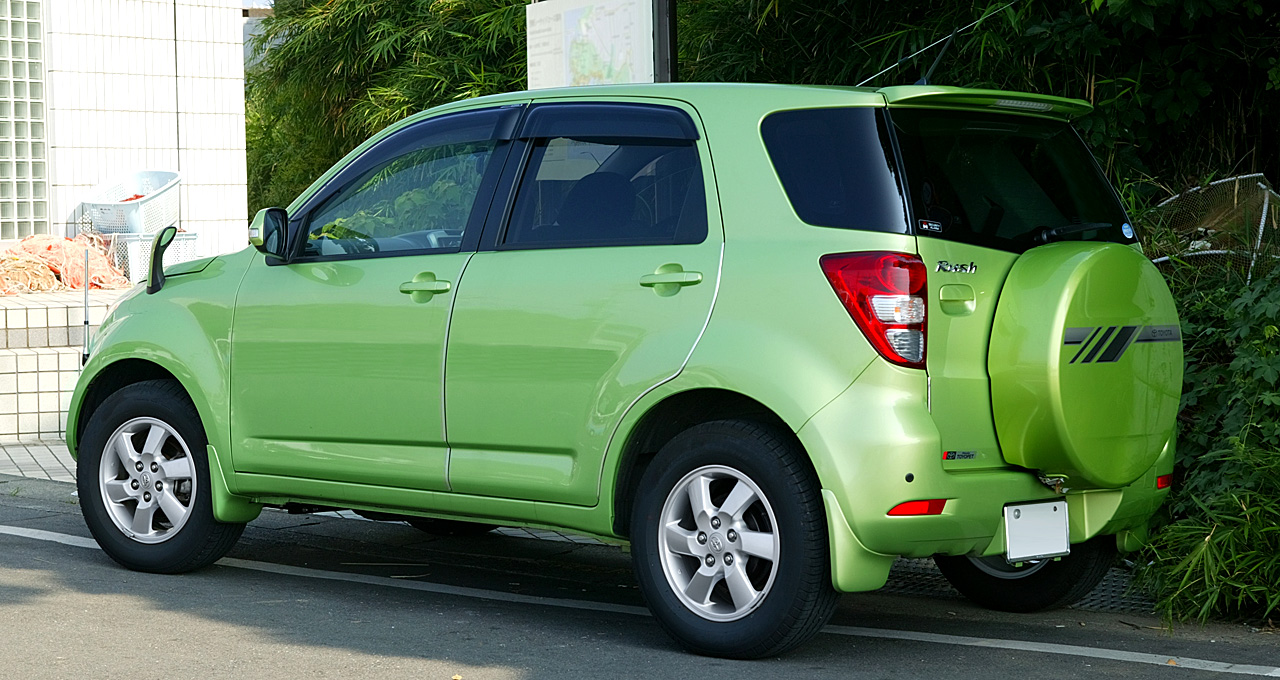
Toyota Rush X

Der Rush der ersten Generation bietet Platz für maximal fünf Personen und wird mit einem 3SZ-VE-Ottomotor (Hubraum: 1495 cm³) ausgeliefert, der eine Leistung von 82 kW (109 PS) hat.
Die Konkurrenz bietet gegen den Rush den Suzuki SX4 und der Suzuki Jimny an. Der Rush wird bislang nur in Japan, Indonesien und Malaysia verkauft. Ein Versuch das Modell in Afrika zu etablieren ist gescheitert. Gegen den etwas größeren Avanza konnte sich der Rush dort nicht durchsetzen.

## 2. Generation (seit 2017)

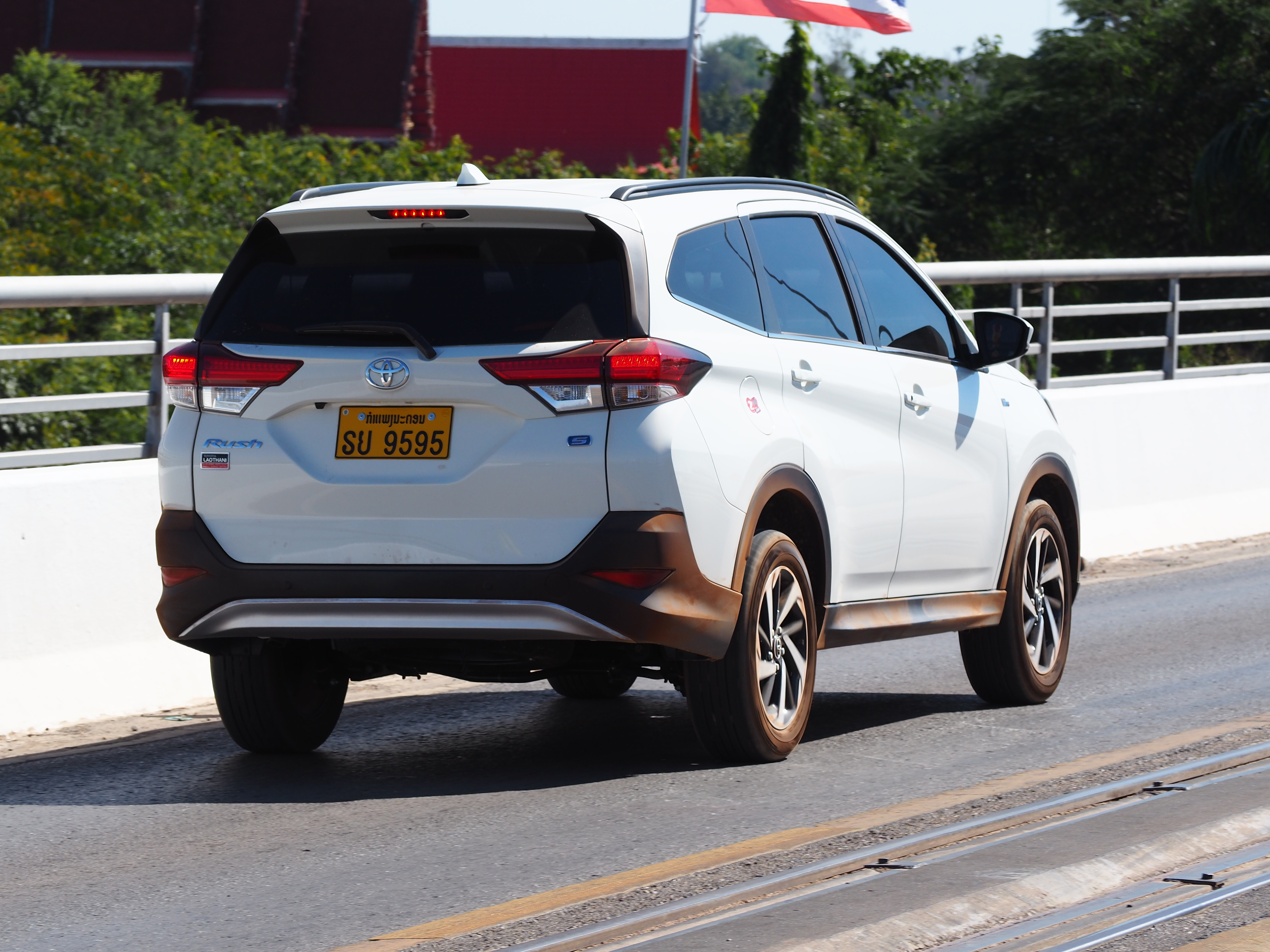
Heckansicht

2017 führte Toyota parallel zum Terios eine neue Generation ein. Seit Juli 2018 wird der Rush auch im südlichen Afrika, fast identisch zum neuen Terios, angeboten.